# Louis De Geer (1910–1987)

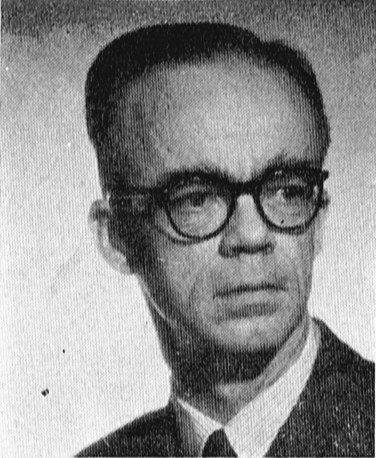
Louis Carl De Geer

Louis Carl De Geer af Finspång, född 24 januari 1910 i Norra Strö församling, Kristianstads län, död 22 mars 1987, var en svensk friherre och diplomat.

## Biografi
De Geer var son till politikern Arvid De Geer. I sitt första äktenskap (1937–1952), med Ulrika Wallberg (1918–1997), blev han far till Carl Johan De Geer. Han gifte sig andra gången 1952 med Ulla Gustafsson (1924–2007).
Efter juris kandidatexamen i Lund 1934 blev De Geer attaché vid Utrikesdepartementet 1934, i Riga, Reval och Kaunas 1934, i Oslo 1936, i London 1936, i Montréal 1937, andre legationssekreterare i Köpenhamn 1939, i Bern 1942, förste sekreterare vid Utrikesdepartementet 1944, förste legationssekreterare i Bryssel 1946, i Warszawa 1949, byråchef vid Utrikesdepartementet 1952, konsul i New York 1953, i Houston 1958, generalkonsul i Antwerpen 1959, sändebud i Jakarta, Manila och Kuala Lumpur 1962, i Santiago de Chile 1966 samt generalkonsul i Istanbul 1972–1975.